# Julia Gutiérrez Caba
Julia Gutiérrez Caba (Madrid, 20 de outubro de 1932) é uma atriz espanhola.